# Bouddi National Park
Bouddi National Park är en park i Australien. Den ligger i delstaten New South Wales, i den sydöstra delen av landet, omkring 44 kilometer nordost om delstatshuvudstaden Sydney. Arean är 15,3 kvadratkilometer.
Trakten är tätbefolkad. Närmaste större samhälle är Umina, omkring 10 kilometer väster om Bouddi National Park. Genomsnittlig årsnederbörd är 1 380 millimeter. Den regnigaste månaden är februari, med i genomsnitt 200 mm nederbörd, och den torraste är juli, med 36 mm nederbörd.